# Chaponnay
Chaponnay ist eine französische Gemeinde mit 4.519 Einwohnern (Stand 1. Januar 2022) im Département Rhône in der Region Auvergne-Rhône-Alpes.

## Lage
Die Gemeinde liegt südöstlich von Lyon und wird vom Fluss Ozon durchquert.

## Geschichte
Die Ortschaft wurde erstmals im 10. Jahrhundert mit den Worten „in valle Camponiaco“ erwähnt. Zu dieser Zeit war Guillaume von Chaponnay der Ortsvorsteher. Bis zum 31. Dezember 1967 gehörte die Gemeinde zum Département Isère.

## Politik
Seit 1983 besteht eine Gemeindepartnerschaft mit der deutschen Gemeinde Steinhausen an der Rottum im baden-württembergischen Landkreis Biberach.

## Wirtschaft und Infrastruktur
Neben zahlreichen heimischen Arbeitgebern produziert hier auch die deutsche Essmann GmbH.

## Auszeichnungen
Chaponnay wurde mit dem Titel „village fleuri“ der Entente Florale Europe ausgezeichnet.

## Persönlichkeit
- Camille Rolland (1875–1964), Senator von 1927 bis 1940